# Ulearum
Ulearum Engl. – rodzaj geofitów ryzomowych z rodziny obrazkowatych, liczący dwa gatunki: Ulearum donburnsii Croat & Feuerst., endemiczny dla Ekwadoru, i Ulearum sagittatum Engl., endemiczny dla peruwiańskiego stanu Loreto i brazylijskiego stanu Acre. Nazwa naukowa rodzaju została nadana na cześć niemieckiego botanika, Ernsta Ule, żyjącego na przełomie XIX i XX w. i działającego w Brazylii, do nazwiska którego dodano pochodzący z greckiego przyrostek arum, oznaczający roślinę z rodzaju obrazków.

## Morfologia
ŁodygaPoziome kłącze.
LiścieRoślina tworzy kilka liści, na ogonkach o długości 15–25 cm, o strzałkowatych, głęboko wciętych blaszkach długości 9–13 cm i szerokości 7–9 cm.
KwiatyRoślina jednopienna. Roślina tworzy pojedynczy kwiatostan, typu kolbiastego pseudancjum, na dłuższej od ogonka liściowego szypułce. Pochwa kwiatostanu nie zwężona, rozpostarta na całej długości, podłużno-lancetowata, o długości 4–4,5 cm i szerokości 7–8 mm; marginesy pochwy po przekwitnięciu odchylają się do tyłu. Położony najniżej na kolbie odcinek kwiatów żeńskich, przylegający do pochwy, oddzielony jest od położonego wyżej odcinka, pokrytego kilkoma 2-3-pręcikowymi kwiatami męskimi, sterylnym fragmentem, u podstawy nagim lub pokrytym kilkoma, niemal kulistymi prątniczkami, które gęsto położone są w jego górnej części, a także u nasady zgrubiałego, pałkowatego wyrostka kolby (tu mają kształt pryzmatyczny, 5-6-kątny). Zalążnie smukłe, jednokomorowe z 1 anatropowym zalążkiem. Pręciki lekko ściśnięte, pylniki podłużne, otwierające się przez wierzchołkowy por.
OwocePodłużne jagody, o wymiarach 7×3 mm, zawierające 1 nasiono o cienkiej łupinie, relatywnie dużym, podłużnym zarodku, bez bielma.
GenetykaLiczba chromosomów 2n = 14 (najmniej w rodzinie Araceae).
Gatunki podobneRośliny z rodzaju Zomicarpella, od których różnią się przede wszystkim pogrubiałym wyrostkiem kolby.

## Systematyka
Rodzaj należy do plemienia Zomicarpeae, podrodziny Aroideae z rodziny obrazkowatych.